# بالامرغاب
بالامرغاب شهری در ولسوالی بالامرغاب بادغیس افغانستان است. بالامرغاب ۴۷۴ متر بالاتر از سطح دریا واقع شده‌است. جمعیت این ولسوالی طبق برآورد سال ۱۳۹۸ برابر با ۱۰۷٬۹۸۲ نفر بوده‌است. مردم این ولسوالی از قوم پشتون میباشد 

## تاریخچه

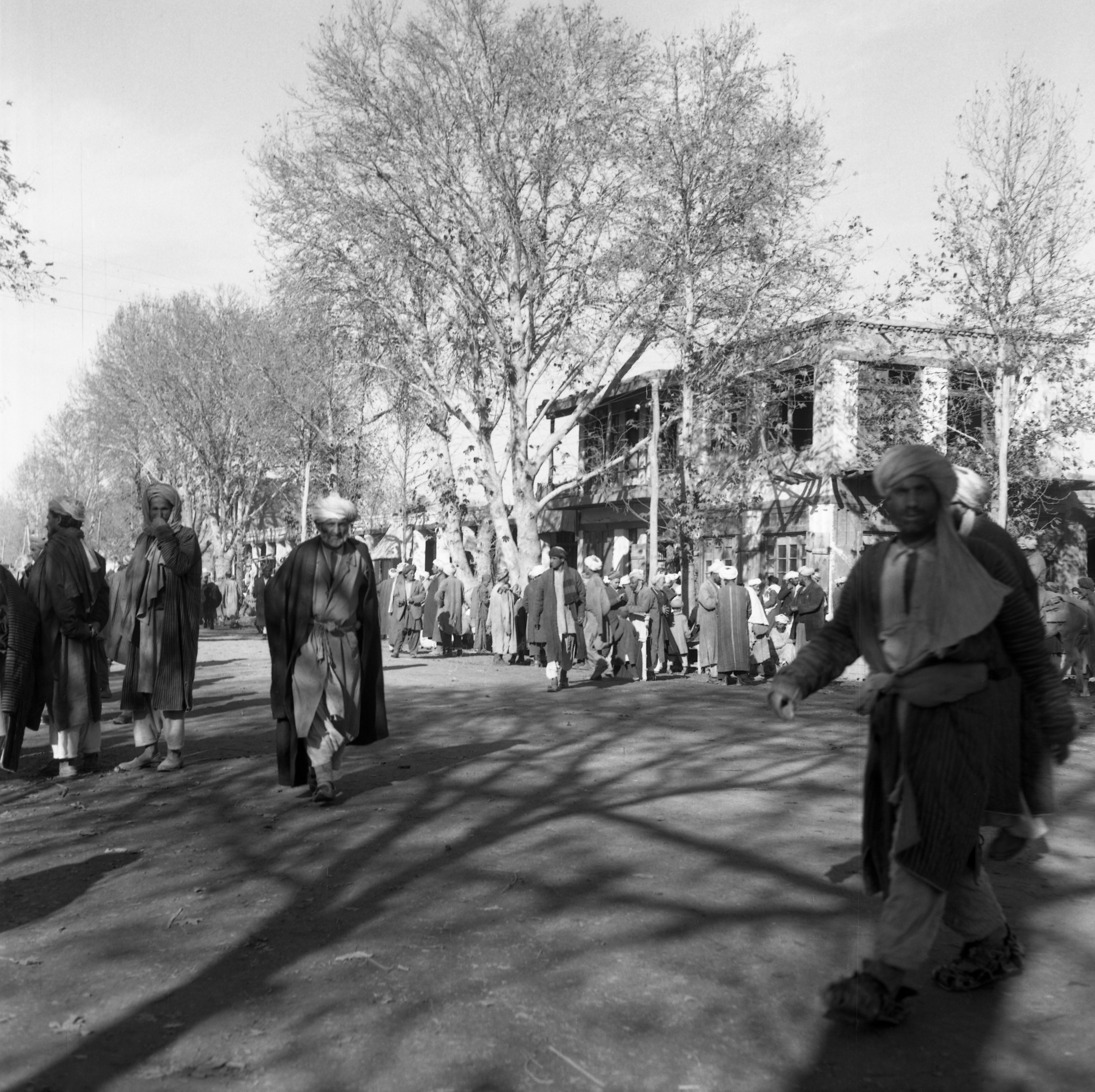
بازار ولسوالی بالامرغاب، ۱۹۶۲

بالامرغاب طوری که از مطالعه آثار مورخان و جغرافیه‌نگاران برمی‌آید، مرو، مرورود و مرغاب نام‌های جداگانه‌ای اند که گاه یکی به جای دیگر یعنی رود بر محل و محل بر رود اطلاق گردیده یا هم بعضاً هر کدام به عین مفهوم به کار برده شده‌است، هم به معنای شهر و ولایت و هم به مفهوم رود. واژهٔ مرو در ادوار کهن به مفهوم حوزهٔ بزرگی در شمال غرب افغانستان اطلاق شده‌است و آن در اوستا (در فصل اول وَندیدات) به‌طورت مورو آمده که یکی از جملهٔ شانزده ایالات آریایی‌ها بوده‌است و آن پس از آریاناویجه به حیث سومین ایالت آریایی‌نشین در وندیدات ذکر شده‌است. استرابون (سدهٔ سوم پیش از میلاد) و نیز بطلیموس و ویلس آن را به شکل مرگیانه یا مرجیانا به کار برده‌اند و به همین اساس رود مرغاب را یونانی‌ها مرگوس گفته‌اند و این واژه را مشتق از ریشه‌ای دانسته‌اند که معنای آبیاری کردن را می‌رساند. بنابر آن با مرور زمان به تغییر حدود و ساحات و با گسترش و محدود شدن مرزهای ناحیه‌ها، مورو یا مرو هم بر ناحیهٔ محدودتری اطلاق شده و آن همان وادی رود مرو می‌باشد، رودی که منبع آن در داخل افغانستان کنونی در گرزوان است، و بدین گونه مرورود، مروآب و بالاخره مرغاب گفته شده و بر ناحیه‌ای که این آب آن را آبیاری می‌کند اطلاق گردیده‌است و همین است فلسفهٔ نامگذاری مرغاب می‌باشد. مؤلف صورة الارض نیز مرغاب را این‌طور معرفی می‌کند: «این رود از پشت بامیان می‌آید و نام آن مرغاب یعنی مروآب است.» و اصطخری علاوه بر این وجه تسمیه باز هم علاوه می‌کند که منبع این رود مرو را مرغ همه گفته‌اند، چنان‌که گوید: «رود مرو رود بزرگ است و این رودها کی یاد کردیم همه از این رود برخیزد و آن را مرغاب خوانند یعنی آب مرو گویند کی نسبت این آب به آن جایگاه است که از بیرون می‌آید از غرجستان و این جایگاه را مرغ گویند.»

## جغرافیا

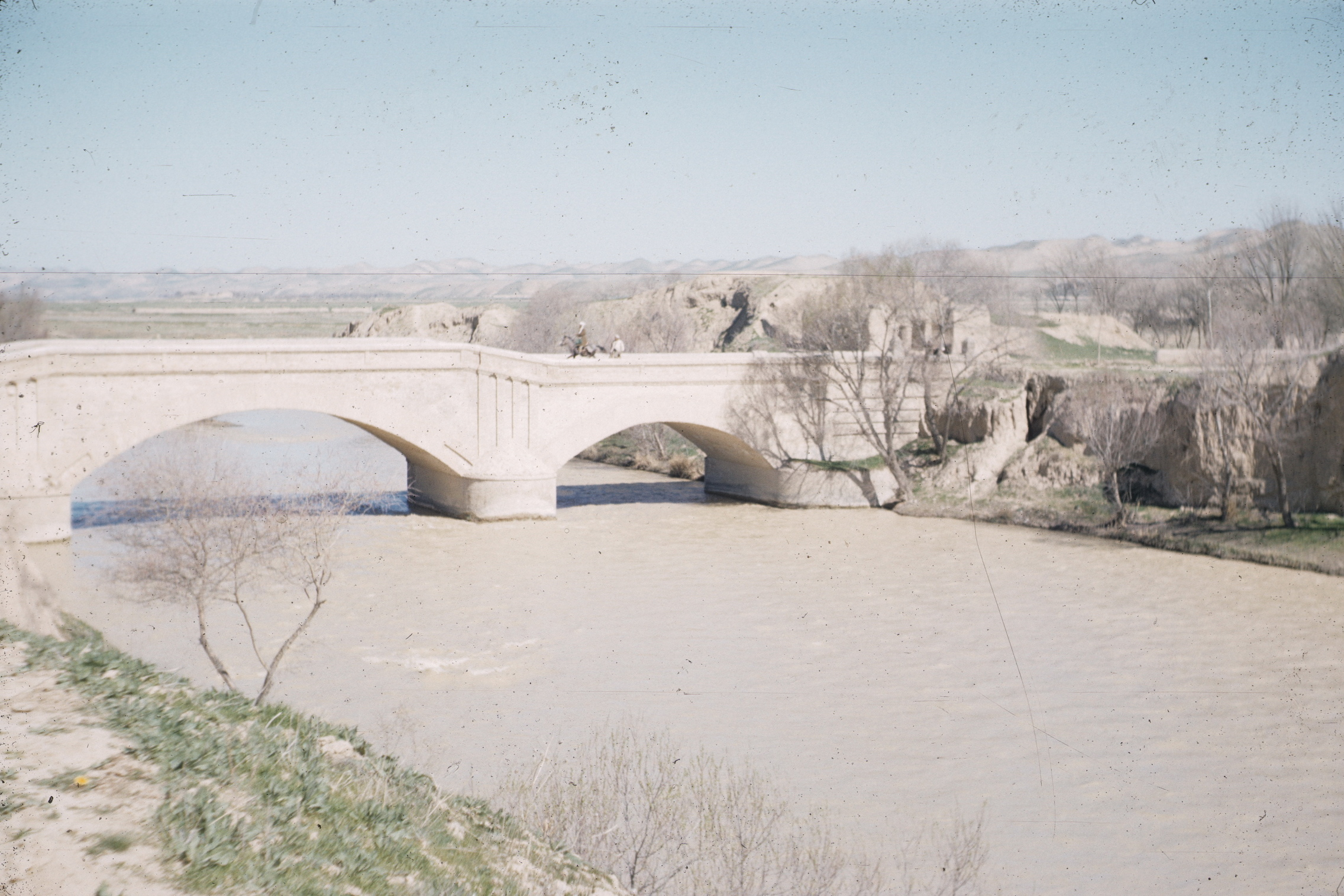
پلی بالا رود مرغاب، ولسوالی بالامرغاب، ۱۹۶۲

## نگارخانه
این نگاره‌ها مربوط به یک کاروان نزدیکی بالامرغاب در سال ۱۹۳۹ میلادی است.

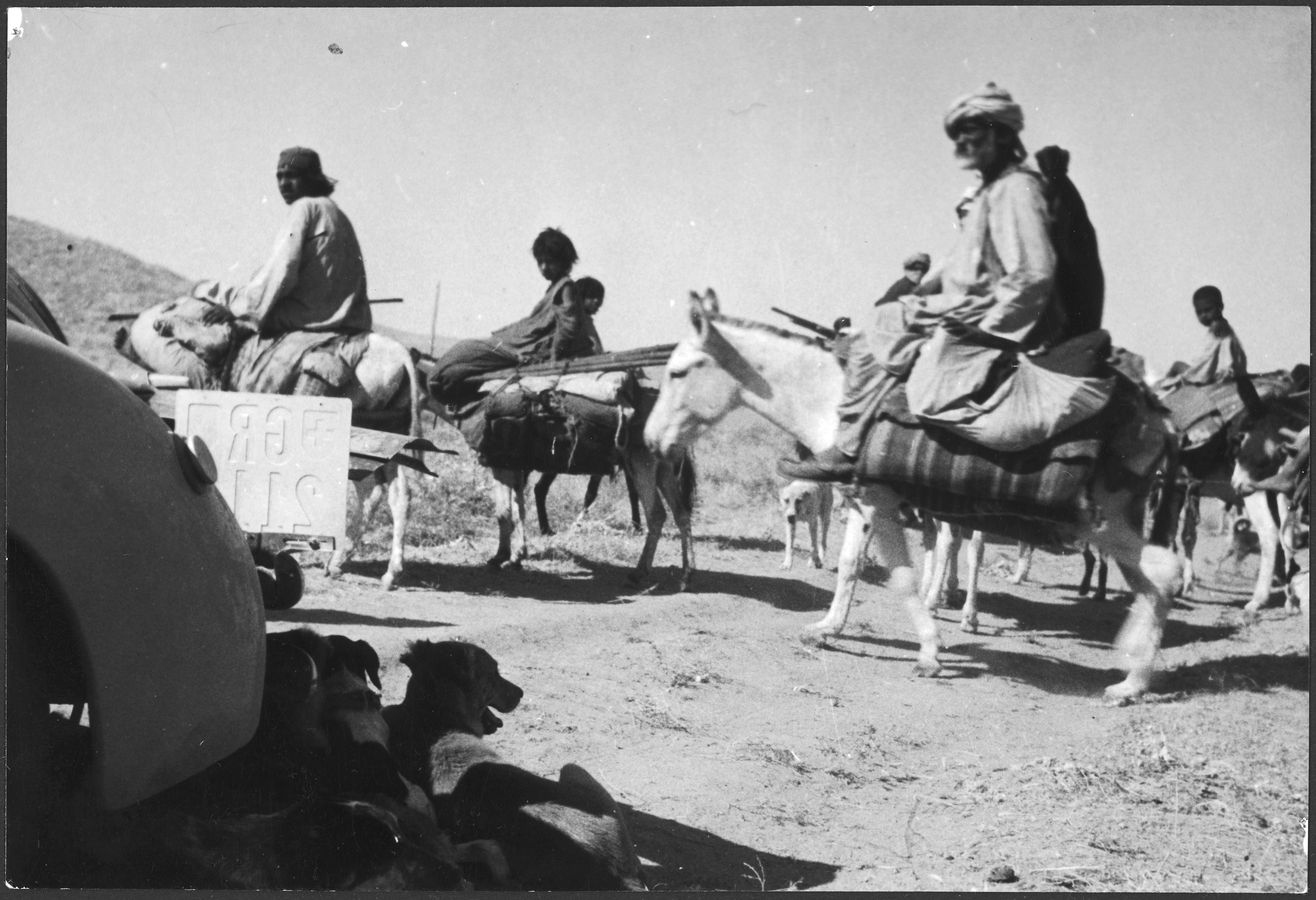
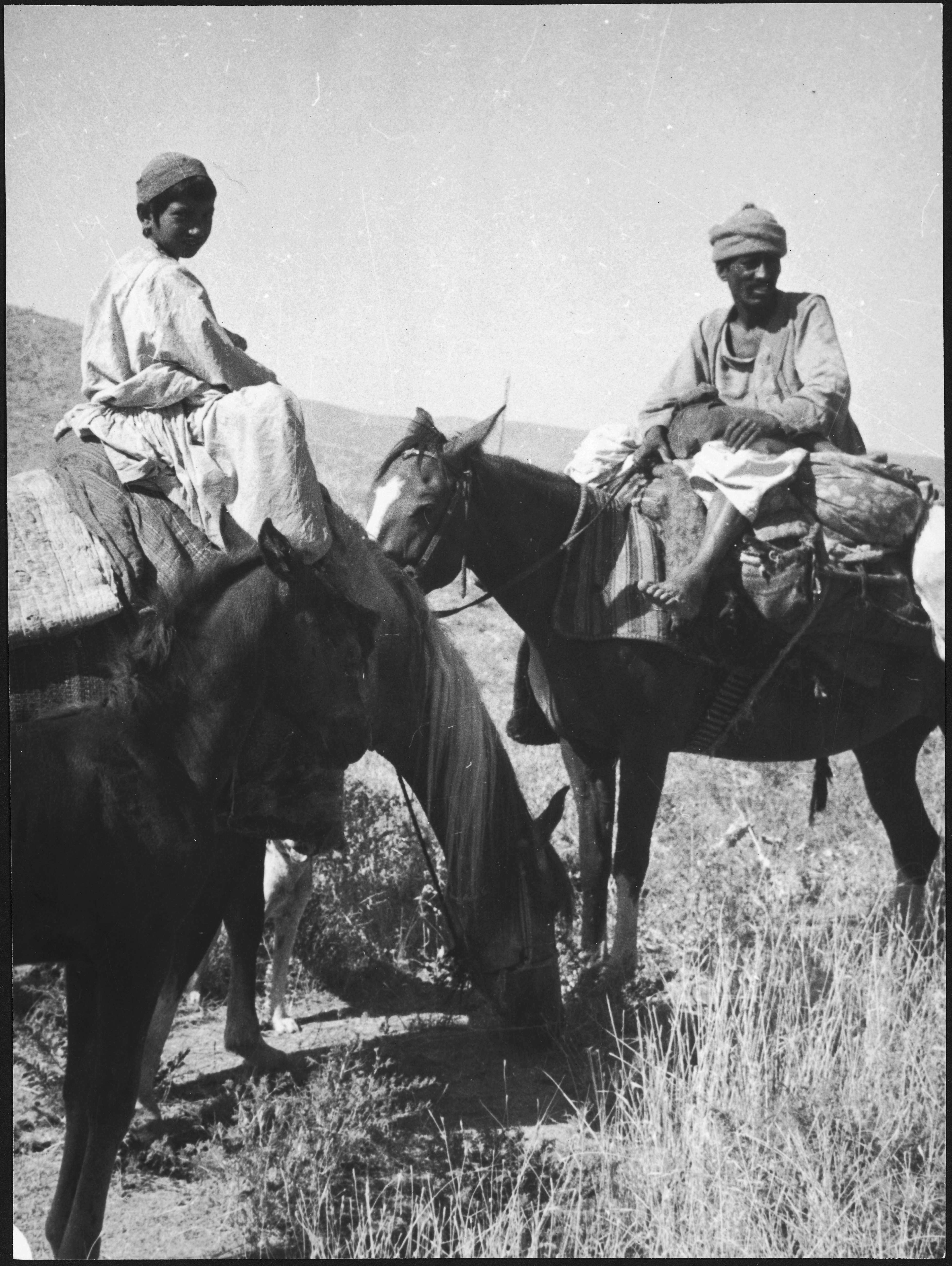
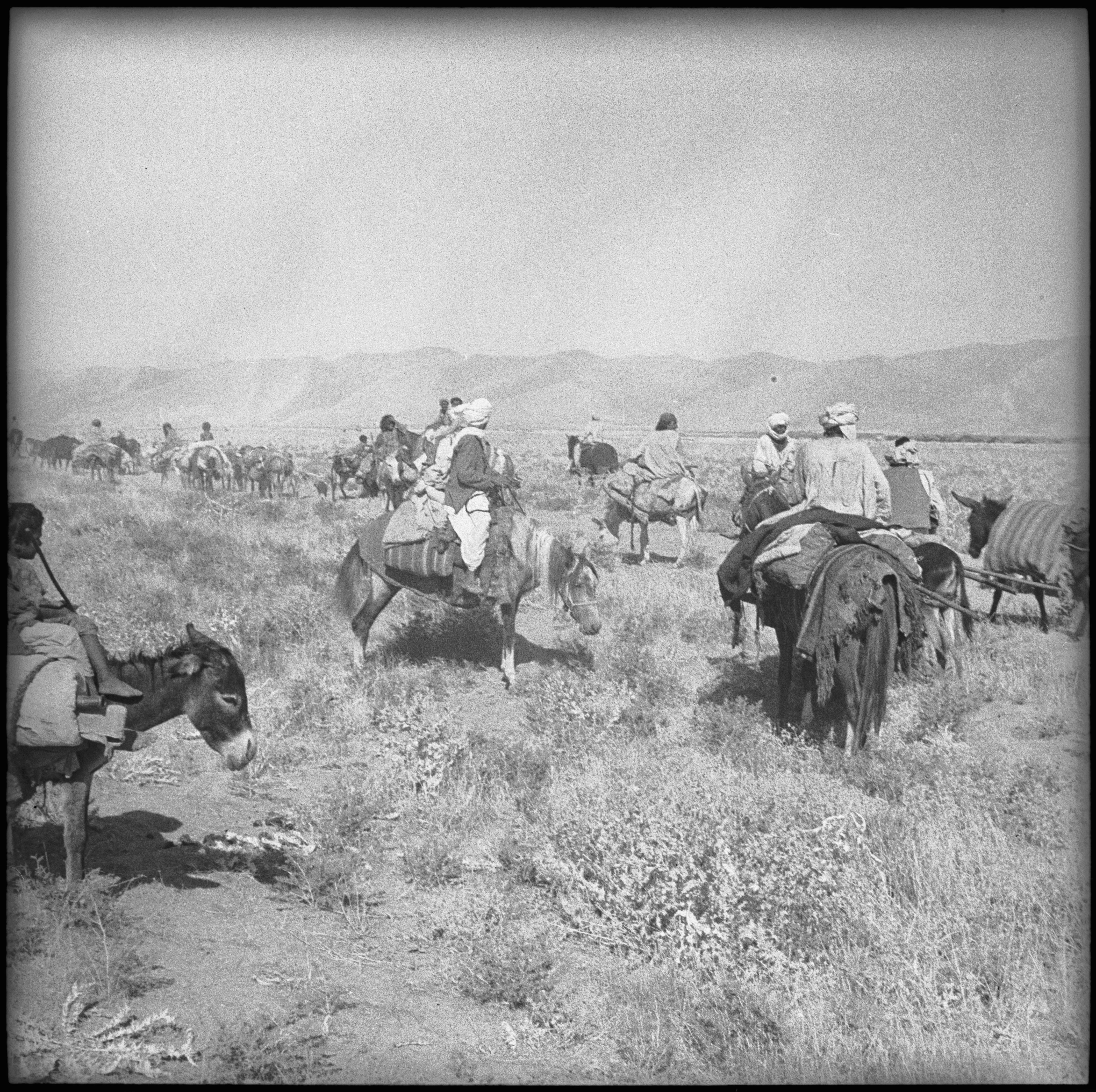
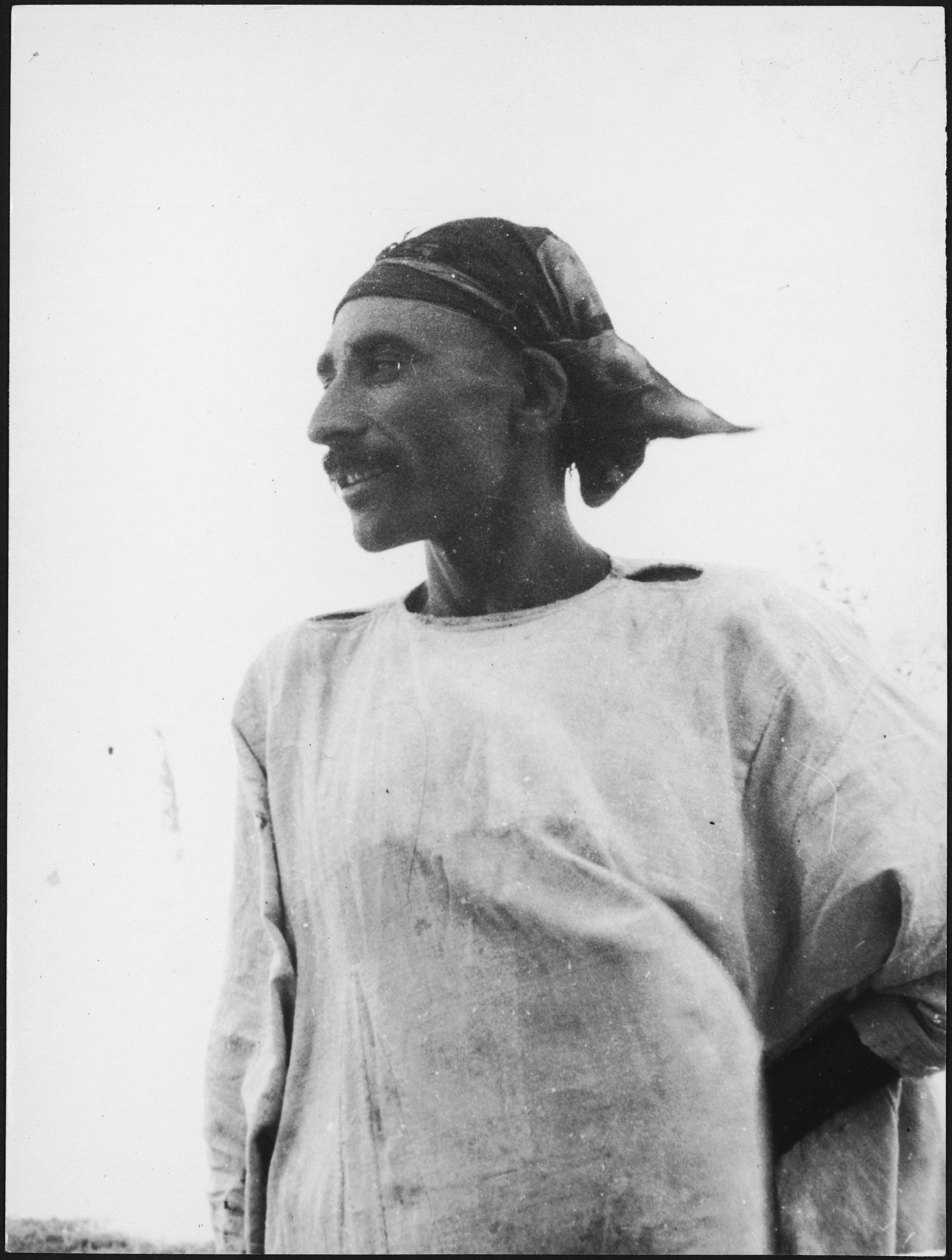
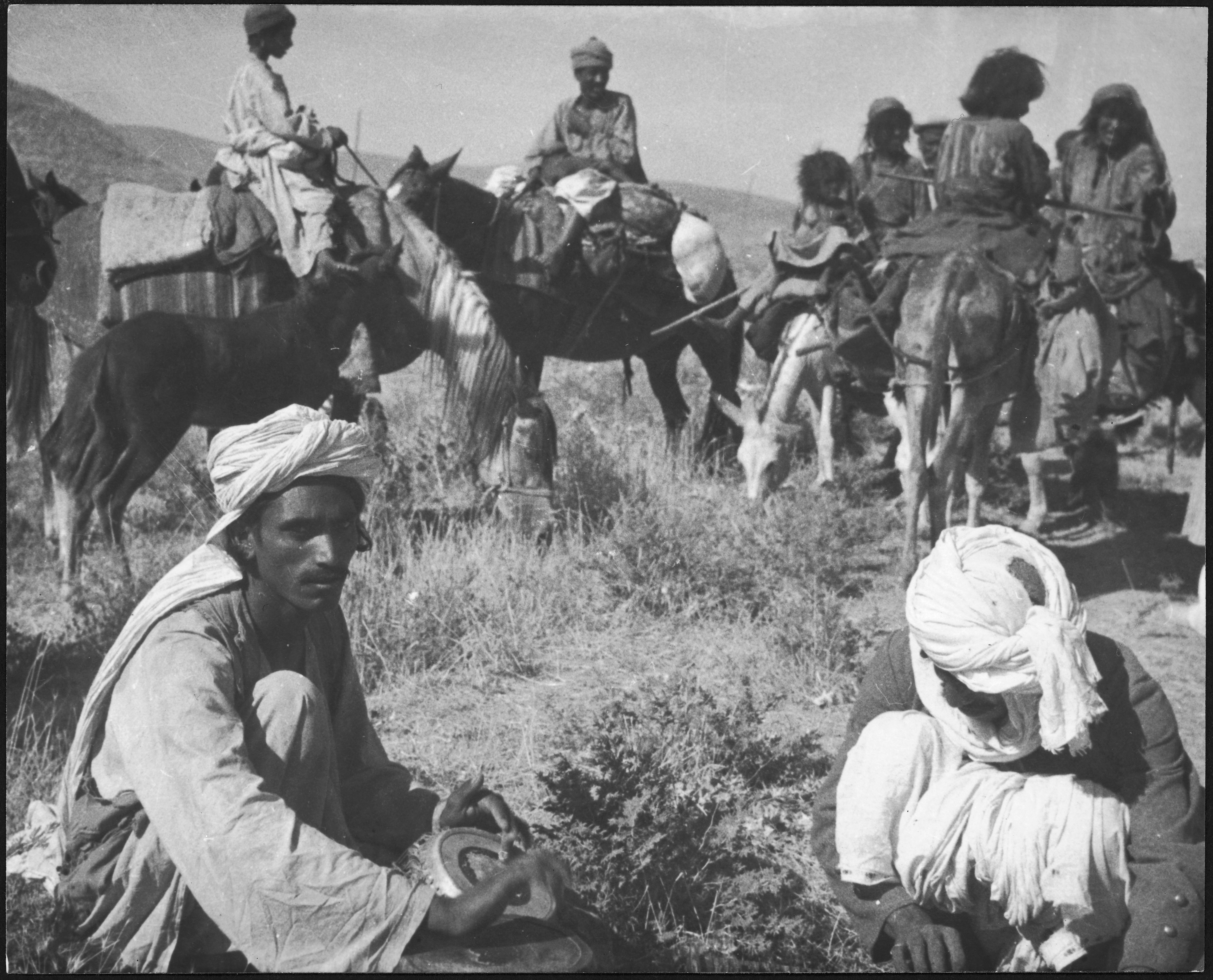
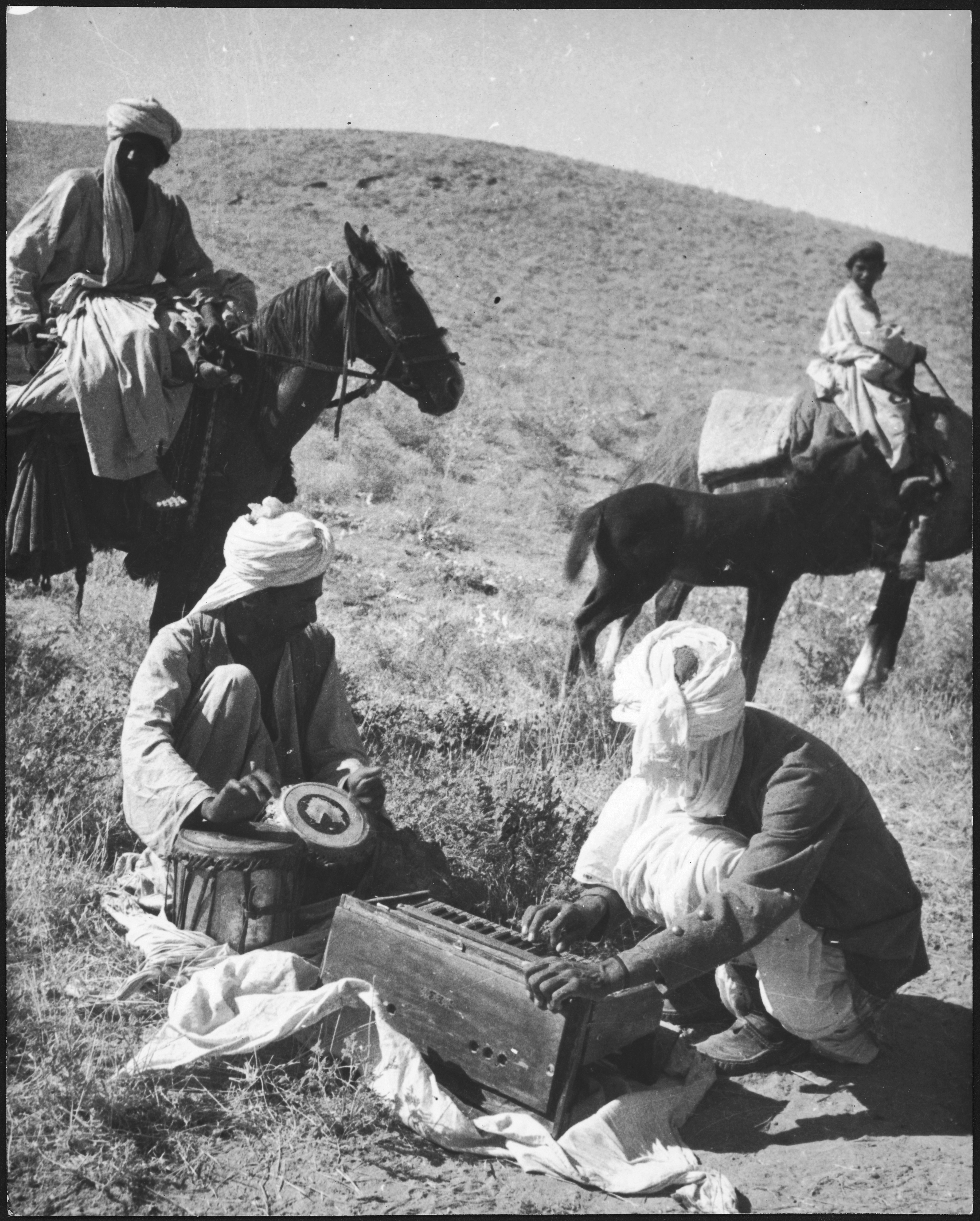
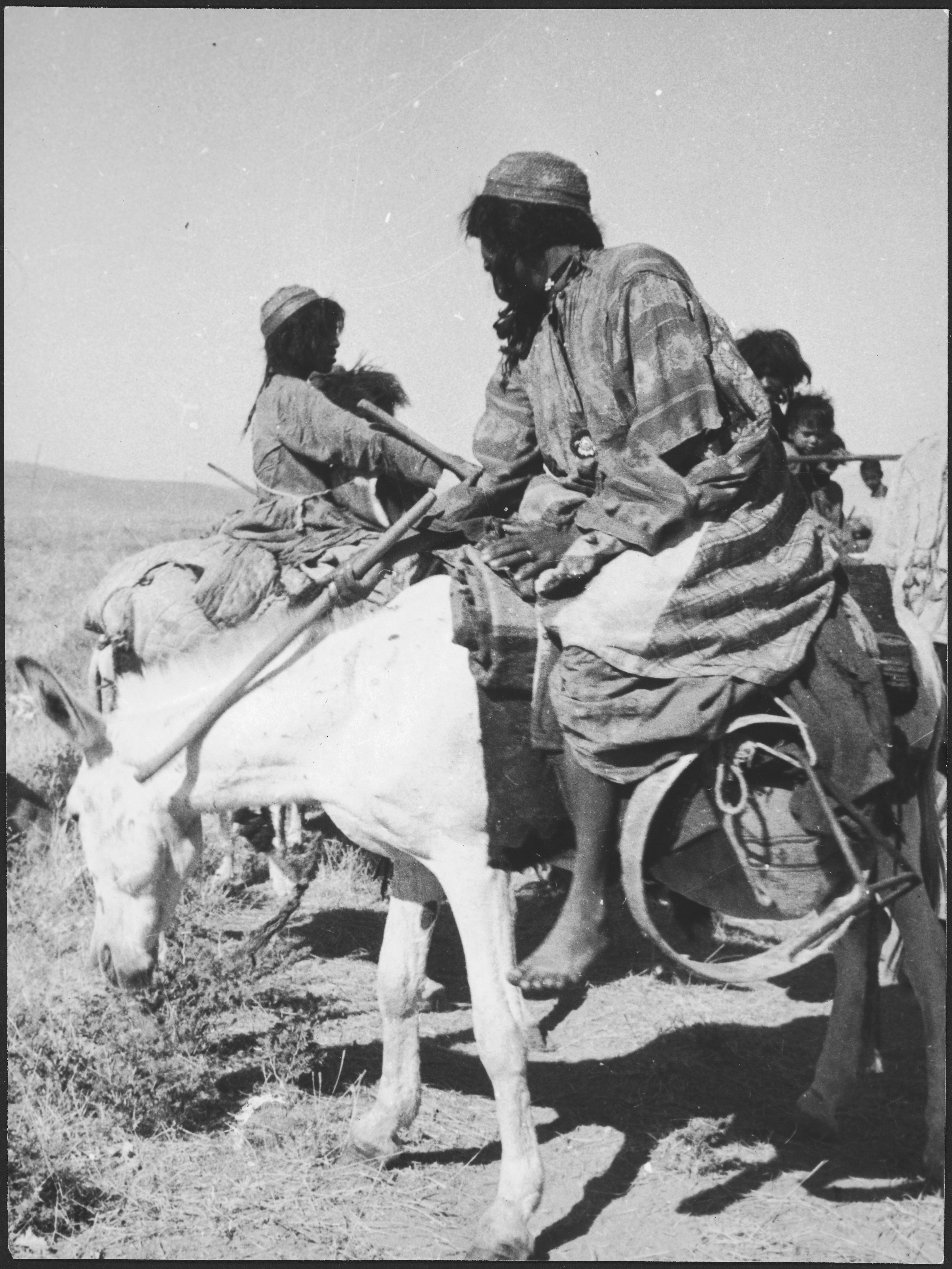